# 纳博特囊肿
纳博特囊肿，也称纳囊、宫颈腺囊肿、宫颈腺体囊肿、子宫颈囊肿，是一类位于宫颈表面的囊肿。
当外宫颈复层鳞状上皮生长覆盖过单层柱状上皮上，遮盖过子宫颈管口或伸入腺管，将腺管口阻塞；腺管周围的结缔组织增生或瘢痕形成压迫，使腺管变窄，甚至阻塞，腺体分泌物引流受阻、滞留，腺体逐渐扩大呈囊状，形成囊肿。

## 病征
纳博特囊肿主要以硬颗粒状呈象在宫颈表面，子宫颈外口见单个或多个大小不一的灰白色透明囊泡，内含黏稠分泌物。组织学上，腺体呈囊性扩张，囊壁被覆单层上皮，腔内充满黏稠分泌物。患者只有在安装避孕膈膜或子宫帽，或者为怀孕准备而检查子宫颈时才会发现。妇科医生通过盆腔检查可以观察到纳博特囊肿的存在。

## 治疗及预后

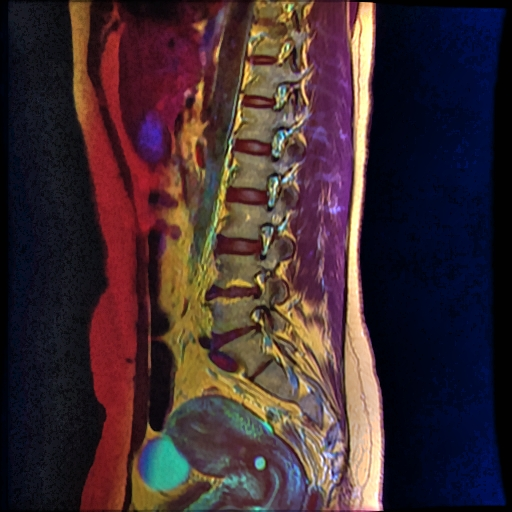
彩色MRI下的纳博特囊肿在宫颈区域中的小蓝色区域

纳博特囊肿并不是一类有害的疾病，通常能夠自愈。一些病例中囊肿的出现或消失，往往与女性的月经周期有关。在极少数情况下，纳博特囊肿与慢性宫颈炎有关。通常只有在囊肿较大或呈现其他特征时才需注意。医生通常会通过阴道镜或活检进行检查；电烙术、冷凝术等进行切除。

## 命名
纳博特囊肿也称宫颈腺囊肿、宫颈腺体囊肿等。它命名自德国解剖学家马丁·纳博（Martin Naboth）；纳博在1707年的文章《De sterilitate mulierum》描述了这种疾病；但是法国外科医生纪尧姆·达斯诺（Guillaume Desnoues）在更早前描述了此病。

## 相关
- 囊肿
- 息肉 (医学)（英语：Polyp (medicine)）